# Kuća Fadić u Supetru
Kuća Fadić u gradiću Supetru, Širina Franasovića M., zaštićeno kulturno dobro.

## Opis dobra
Kuća Fadić na istočnom dijelu supetarske rive mijenjala je tijekom vremena izvorni izgled, ali je sačuvano staro kameno dvorište s kamenom krunom bunara. Izrađeno je u dvije razine s kasnobaroknim bucalom ukrašenim reljefima s kršćanskom simbolikom (Kristov monogram, monogram Bogorodice, te atributi svetaca tri jabuke-sv. Nikola, ključevi-sv. Petra, mač-sv. Pavao, lav-sv. Jerolim). U natpisu se navodi kipar Ivan Mazzoni s datacijom 1738.

## Zaštita
Pod oznakom Z-1430 zavedena je kao nepokretno kulturno dobro - pojedinačno, pravna statusa zaštićena kulturnog dobra, klasificirano kao "stambene građevine".